# Episodi di Hamburg Distretto 21 (settima stagione)
La settima stagione della serie televisiva Hamburg Distretto 21 è stata trasmessa in prima tv in Germania ogni giovedì alle ore 19,25 sulla rete televisiva ZDF dal 20 settembre 2012 al 1º maggio 2013 con una interruzione di sei settimane dal 24 gennaio 2013 al 1º marzo 2013 per lasciare spazio a un nuovo programma.
In Italia è stata trasmessa alle ore 15,30 su Rete 4: il 4 e il 5 dicembre 2012 sono stati trasmessi i primi due episodi, aggregandoli di fatto alla sesta stagione, mentre i restanti 25 episodi sono stati trasmessi dal 14 ottobre al 25 novembre 2013 sempre su Rete 4.
Protagonisti della stagione sono le coppie di ispettori formate da Mattes Seeler (Matthias Schloo) e Melanie Hansen (Sanna Englund), Tarik Coban (Serhat Cokgezen) e Claudia Fischer (Janette Rauch), Hans Moor (Bruno F. Apitz) e Franziska Jung (Rhea Harder), che si alternano ciclicamente nel corso dei 27 episodi.
| nº | Titolo originale        | Titolo italiano        | Prima TV Germania | Prima TV Italia  |
| -- | ----------------------- | ---------------------- | ----------------- | ---------------- |
| 1  | Karambolage Teil 1      | Carambola parte 1      | 20 settembre 2012 | 4 dicembre 2012  |
| 2  | Karambolage Teil 2      | Carambola parte 2      | 27 settembre 2012 | 5 dicembre 2012  |
| 3  | Abgetaucht              | Lingotti d'oro         | 4 ottobre 2012    | 14 ottobre 2013  |
| 4  | High Heels              | Tacchi a spillo        | 11 ottobre 2012   | 15 ottobre 2013  |
| 5  | Wutbürger               | Gioco innocente        | 18 ottobre 2012   | 16 ottobre 2013  |
| 6  | Leben daneben           | La decisione           | 25 ottobre 2012   | 17 ottobre 2013  |
| 7  | Recht und Gerechtigkeit | Asta giudiziaria       | 1º novembre 2012  | 21 ottobre 2013  |
| 8  | Unfrei                  | Il vicino di casa      | 8 novembre 2012   | 22 ottobre 2013  |
| 9  | Schwarzer Tod           | La notte dei veleni    | 15 novembre 2012  | 23 ottobre 2013  |
| 10 | Unter Brüdern           | I due fratelli         | 22 novembre 2012  | 24 ottobre 2013  |
| 11 | Lügen und Geheimnisse   | Doppia vita            | 29 novembre 2012  | 28 ottobre 2013  |
| 12 | Der Prozess             | Il processo            | 6 dicembre 2012   | 29 ottobre 2013  |
| 13 | Es grünt so grün        | La scelta verde        | 13 dicembre 2012  | 30 ottobre 2013  |
| 14 | Schuss ins Herz         | Un colpo al cuore      | 20 dicembre 2012  | 31 ottobre 2013  |
| 15 | Held des Tages          | Eroe del giorno        | 27 dicembre 2012  | 4 novembre 2013  |
| 16 | Retter in der Not       | Colloqui personali     | 3 gennaio 2013    | 5 novembre 2013  |
| 17 | Minderheitenkrieg       | Odio criminale         | 10 gennaio 2013   | 6 novembre 2013  |
| 18 | Gefüllter Fisch         | Pesce ripieno          | 17 gennaio 2013   | 7 novembre 2013  |
| 19 | Einsatz für Wolle       | Un caso per Wolle      | 7 marzo 2013      | 11 novembre 2013 |
| 20 | Versuchungen            | Soldi sporchi          | 14 marzo 2013     | 12 novembre 2013 |
| 21 | La Paloma               | La Paloma              | 21 marzo 2013     | 13 novembre 2013 |
| 22 | Schweigen ist Kupfer    | La casa delle bambole  | 28 marzo 2013     | 14 novembre 2013 |
| 23 | Helen                   | Il nascondiglio        | 4 aprile 2013     | 18 novembre 2013 |
| 24 | Das Geheimnis der Braut | Il segreto della sposa | 11 aprile 2013    | 19 novembre 2013 |
| 25 | Riskante Entscheidung   | Il ricattatore         | 17 aprile 2013    | 20 novembre 2013 |
| 26 | Höhenflüge              | Voli ad alta quota     | 24 aprile 2013    | 21 novembre 2013 |
| 27 | Der Schuss              | Lo sparo               | 1º maggio 2013    | 25 novembre 2013 |

## Carambola (prima parte)
- Titolo originale: Karambolage Teil 1
- Diretto da: Oren Schmuckler
- Scritto da: David Ungureit

### Trama
Un uomo, Alexander Teber, provoca un grave incidente frenando subito dopo aver compiuto un sorpasso. Nell'incidente rimangono coinvolti Anna Bülow, sulla prima auto, Dörte Seeler, ovvero la madre di Mattes, una donna con la mandibola e i polsi fratturati, un certo Lukas Müller e sull'ultima vettura un uomo che rimane bloccato nelle lamiere dell'auto; con lui c'è una donna che afferma di essere sua moglie. La madre di Mattes afferma di aver visto nella macchina della Bülow un bambino sul sedile posteriore, ma nessun altro testimone conferma la sua presenza. Mattes crede alla madre, nonostante scopra che ha la cataratta, mentre Melanie prova a convincerlo che la donna potrebbe essersi sbagliata. Ma Mattes nel bagagliaio dell'auto della Bülow, che nega di aver avuto in bimbo in auto, trova alcuni indumenti per neonato. Durante i rilevamenti Müller scappa lasciando nel bagagliaio dell'auto un carico di sigarette di contrabbando. Franzi e Hans si mettono sulle sue tracce e scoprono che in realtà è un semplice ladro d'auto; il contrabbandiere deve dunque essere il proprietario dell'auto, Viktor Biehl, ma questo nega tutto..
- Guest star: Roman Knizka (Alexander Teber), Charlotte Schwab (Dörte Seeler)
- Altri interpreti: Antonio Wannek (Lukas Müller), Jenny Elvers-Elbertzhagen (Anna Bülow), Natalia Rudziewicz (Sandra Henseler), Bert Böhlitz (Viktor Biehl), April Hailer, Rolf Sarkis

## Carambola (seconda parte)
- Titolo originale: Karambolage Teil 2
- Scritto da: Oren Schmuckler
- Diretto da: David Ungureit

### Trama
Appurata la presenza del bambino nell'auto della Bülow, Melanie e Mattes devono ora chiarire perché quel bambino si trovasse lì e dove sia ora. Il mistero trova una svolta quando i due poliziotti parlano con la moglie di Teber. Nel frattempo Franzi e Hans, con l'aiuto di Jasmin, cercano di interrogare la donna con mandibola e polsi fratturati, e Frauke deve gestire i rapporti fra la vera moglie di Haller, l'uomo rimasto imprigionato nell'auto dopo l'incidente, e la presunta tale.
- Guest star: Roman Knizka (Alexander Teber), Charlotte Schwab (Dörte Seeler)
- Altri interpreti: Jenny Elvers-Elbertzhagen (Anna Bülow), Silke Matthias (Christine Haller), Natalia Rudziewicz (Sandra Henseler), April Hailer, Rolf Sark

## Lingotti d'oro
- Titolo originale: Abgetaucht
- Diretto da: Thomas Jauch
- Scritto da: David Ungureit

### Trama
Mentre si ricerca l'autore di un furto in una gioielleria, un palombaro in immersione viene quasi avvelenato dal monossido di carbonio. I due eventi, in apparenza scollegati fra loro, vengono accomunati quando si scopre che il rapinatore è fuggito tuffandosi in un canale e abbandonando sul fondo la preziosa refurtiva.
- Guest star:
- Altri interpreti:

## Tacchi a spillo
- Titolo originale: High Heels
- Diretto da: Jörg Schneider
- Scritto da: Klaus Arriens e Thomas Wilke

### Trama
Durante le prove per una sfilata una giovane modella cade ferendosi gravemente; ma non è stato un incidente. Chi sta cercando di ostacolare la carriera della ragazza? Il distretto di polizia indaga per trovare il colpevole.
- Guest star:
- Altri interpreti:

## Gioco innocente
- Titolo originale: Wutbürger
- Diretto da: Oren Schmuckler
- Scritto da: Ulf Tschauder

### Trama
Hans comunica a Berger che la polizia criminale gli ha offerto di riprendere il suo vecchio posto in squadra. Claudia e Tarik devono occuparsi di un evasore fiscale, Markus Herold, e del rapimento con riscatto di una bambina di sette anni, Lotte Schöning.

## La decisione
- Titolo originale: Leben daneben
- Diretto da: Oren Schmuckler
- Scritto da: Tina Gorf

### Trama
Enno Rüfken, ricoverato durante la notte al pronto soccorso dell'EKH con le mani e le braccia gravemente ustionate, sostiene di essere stato spinto da uno sconosciuto sui carboni ardenti della fucina della fattoria in cui vive con la sua compagna Annik e il figlio di lei, Leander, un ragazzo autistico. Dalla fucina sono spariti anche tutti gli attrezzi e gli oggetti di rame e di ferro. Hans e Franzi si occupano di Annik e di Lenader mentre Claudia e Tarik risalgono a due autodemolitori con la fedina penale non proprio pulita. Franzi è arrabbiata con Hans, perché pensa che il suo collega abbia ormai deciso di passare alla polizia criminale.

## Asta giudiziaria
- Titolo originale: Recht und Gerechtigkeit
- Diretto da: Oren Schmuckler
- Scritto da: Fabian Thaesler

### Trama
Il signor Burkhard è convinto che l'asta giudiziaria nella quale è stata venduta la casa di sua madre si sia svolta in modo irregolare. Per questo perde il controllo e finisce con il rapire Karin, la moglie di Berger, proprio il giorno del loro anniversario di matrimonio.

## Il vicino di casa
- Titolo originale: Unfrei
- Diretto da: Oren Schmuckler e Rolf Wellingerhof
- Scritto da: Marc Blöbaum e Stephanie Blöbaum

### Trama
Claudia e Tarik vengono incaricati di sorvegliare la casa di un uomo uscito da poco di galera, un certo Malte Zuhl. Si è, infatti, scatenata una protesta da parte del vicinato perché hanno tutti paura che l'ex detenuto possa compiere nuovamente dei crimini. La protesta è capeggiata da Mittelbach, padre di una ragazza di 15 anni.